# Parroquia de Kingston
La Parroquia de Kingston (en inglés: Kingston Parish) es una de las catorce parroquias que forman la organización territorial de Jamaica, localizándose dentro del condado de Surrey.

## Demografía
La superficie de esta división administrativa abarca una extensión de territorio de unos 21,8 kilómetros cuadrados. La población de esta parroquia se encuentra compuesta por un total de 96 052 (según las cifras que arrojó el censo llevado a cabo en el año 2001). Mientras que su densidad poblacional es de unos 4406 habitantes por cada kilómetro cuadrado aproximadamente.